# Aleuroplatus ilicis
Aleuroplatus ilicis là một loài côn trùng cánh nửa trong họ Aleyrodidae, phân họ Aleyrodinae.
Aleuroplatus ilicis được Russell miêu tả khoa học đầu tiên năm 1944.